# Crombrugghia
Crombrugghia is een geslacht van vlinders van de familie vedermotten (Pterophoridae).

## Soorten
- C. brachycerus Qin & Zheng, 1997
- C. distans - Streepzaadvedermot (Zeller, 1847)
- C. kollari (Stainton, 1851)
- C. laetus (Zeller, 1847)
- C. lantoscanus Millière, 1882
- C. reichli Arenberger, 1998
- C. richardi (Ustjuzhanin & Kovtunovich, 2010)
- C. tristis (Zeller, 1841)